# 돈다바야시시
돈다바야시시(일본어: 富田林市)는 일본 오사카부 남동부에 있는 시로 미나미카와치 지역의 중심 도시이다. 옛날에는 기슈(와카야마현)에서 이어지는 가도의 역참 마을로 번창하였고 센고쿠 시대에는 교토 고쇼지 별원을 중심으로 하는 사내 마을로 발전했다. 이외의 신시가지는 주로 긴테쓰와 난카이에 의해 개발된 전형적인 주택 지역이다.
"돈다바야시 사내 마을"은 무로마치 시대의 거리 풍경이 잘 보존되어 있어 중요 전통적 건조물군 보존지구로 선정되었다. 인구는 고도 성장기 이후 증가하여 2000년에는 126,551명에 이르렀지만 그 이후에는 오사카시로의 도심 회귀나 주위의 자치체와의 경합 등에 의해 미묘한 감소 경향에 있다.

## 인접하는 자치체
사카이시, 오사카사야마시, 하비키노시, 가와치나가노시, 미나미카와치군 다이시정·가난정·지하야아카사카촌

## 역사
- 1889년 4월 1일 - 정촌제 시행으로 이시카와군 돈다바야시촌이 성립하였다.
- 1896년 4월 1일 - 미나미카와치군이 성립하였다.
- 1896년 8월 1일 - 돈다바야시촌이 정으로 승격해 미나미카와치군 돈다바야시정이 되었다.
- 1950년 4월 1일 - 돈다바야시정이 시로 승격해 오사카부의 16번째 시가 되어 돈다바야시시가 되었다.

## 교통

### 철도
- 긴키 닛폰 철도 나가노선
- 난카이 전기 철도 고야선

### 도로
- 국도 제170호선 (일본)(일본어판)
- 국도 제309호선 (일본)(일본어판)

## 인구
| 연도 | 인구      | ±% |
| ---- | --------- | -- |
| 1970 | 77,000명  | —  |
| 1975 | 86,139명  | —  |
| 1980 | 90,684명  | —  |
| 1985 | 91,563명  | —  |
| 1990 | 88,866명  | —  |
| 1995 | 92,583명  | —  |
| 2000 | 96,064명  | —  |
| 2005 | 98,889명  | —  |
| 2010 | 100,801명 | —  |
| 2015 | 100,966명 | —  |
| 2020 | 100,131명 | —  |